# George H. Prouty
George Herbert Prouty, född 4 mars 1862 i Newport, Vermont, död 18 augusti 1918 i Québec, var en amerikansk republikansk politiker. Han var guvernör i delstaten Vermont 1908–1910.
Prouty studerade vid Bryant & Stratton College och var verksam inom timmerbranschen. Han var viceguvernör i Vermont 1906–1908 under Fletcher D. Proctor. Efter Proctor innehade han sedan guvernörsämbetet i två år och efterträddes 1910 som guvernör av John A. Mead.
Kongregationalisten Prouty gravsattes på East Main Street Cemetery i Newport efter att ha omkommit i en trafikolycka i Québec.